# Ischnomyia barbarista
Ischnomyia barbarista is een vliegensoort uit de familie van de Anthomyzidae. De wetenschappelijke naam van de soort werd voor het eerst geldig gepubliceerd in 2009 door Roháček als Arganthomyza barbarista.